# Дейн Сент-Клер
Дейн Сент-Клер (англ. Dayne St. Clair, нар. 9 травня 1997, Пікерінг) — канадський футболіст, воротар американського клубу «Міннесота Юнайтед» та національної збірної Канади.

## Клубна кар'єра
Народився 9 травня 1997 року в місті Пікерінг в родині тринідадця та канадійки. Вихованець кількох канадських футбольних шкіл, а у віці 16 років приєднався до клубу Ліги 1 Онтаріо «Вон Адзуррі».
У 2015—2018 роках Сент-Клер навчався в Мерілендському університеті в Коледж-Парку за спеціальністю «Психологія» та грав за університетську футбольну команду «Меріленд Террапінс» у Національній асоціації студентського спорту. У студентські роки також виступав у Прем'єр-лізі розвитку: у 2016 та 2017 роках — за клуб «К-В Юнайтед», у 2018 році — за клуб «Нью-Йорк Ред Буллз U23».
4 січня 2019 року Сент-Клер підписав контракт із MLS за програмою Generation Adidas. 11 січня 2019 року на Супердрафті MLS він був обраний у першому раунді під загальним сьомим номером клубом «Міннесота Юнайтед». На початках канадський воротар змушений був грати на правах оренди за нижчолігові клуби «Форвард Медісон» та «Сан-Антоніо».
19 серпня 2020 року стало відомо, що основний воротар «Міннесота Юнайтед» Тайлер Міллер пропустить залишок сезону-2020 через операцію на стегні, у зв'язку з чим Сент-Клер був відкликаний з оренди. У MLS він дебютував 6 вересня 2020 року в матчі проти «Реал Солт-Лейк», змінивши в стартовому складі «Міннесота Юнайтед» Грега Ранджитсінгха, що підміняв Міллера в трьох попередніх матчах. Станом на 22 листопада 2022 року відіграв за міннесотську команду 39 матчів в національному чемпіонаті.

## Виступи за збірну
Сент-Клер перебував у складі молодіжної збірної Канади до 20 років на молодіжному чемпіонаті КОНКАКАФ 2017 року, але не зіграв на турнірі жодного матчу.
23 грудня 2020 року Сент-Клер був вперше викликаний до національної збірної Канади, в тренувальний табір у січні 2021 року, а 5 червня 2021 року дебютував в офіційних матчах у складі національної збірної Канади в матчі першого раунду кваліфікації до чемпіонату світу 2022 року проти збірної Аруби. Незабаром Дейн був включений до складу збірної на Золотий кубок КОНКАКАФ 2021 року, але був дублером Максима Крепо і на поле не виходив.
Наступного року у складі збірної був учасником чемпіонату світу 2022 року у Катарі.
| Дата       | Місто      | Господарі | Результат | Гості  | Турнір            | Голи | Примітки |
| ---------- | ---------- | --------- | --------- | ------ | ----------------- | ---- | -------- |
| 5-6-2021   | Брейдентон | Аруба     | 0 – 7     | Канада | Відбір до ЧС 2022 | -    | 69'      |
| 11-11-2022 | Манама     | Бахрейн   | 2 – 2     | Канада | товариський матч  | -2   |          |
| Усього     |            | Матчів    | 2         |        | Голів             | -2   |          |